# 岩湧山
岩湧山（いわわきさん）とは、大阪府河内長野市にある山。標高897.1mで、河内長野市を代表する山である。河内長野市の最高地点は岩湧山の南方にある南葛城山（標高922m）付近にある。奥河内の観光地の一つ。

## 概要
岩崎元郎選の新日本百名山の1つ。山頂からは大阪平野、大阪湾を臨むことができる。また山頂付近の約8haは茅場になっており、秋にススキの穂が広がる様は美しく、新河内長野八景に岩湧山頂の花すすきとして登録されている。ここで収穫された茅は文化財建築の修復などに使用されている。茅を麓に下ろすための「梅ノ木永久索道」があったが現在はその骨組みが残されている。
また岩湧寺の登山口には、岩湧の森「四季彩館」がある。

## 登山口
- 滝畑（滝畑ダム）
- 岩湧寺
- 紀見峠

## ギャラリー

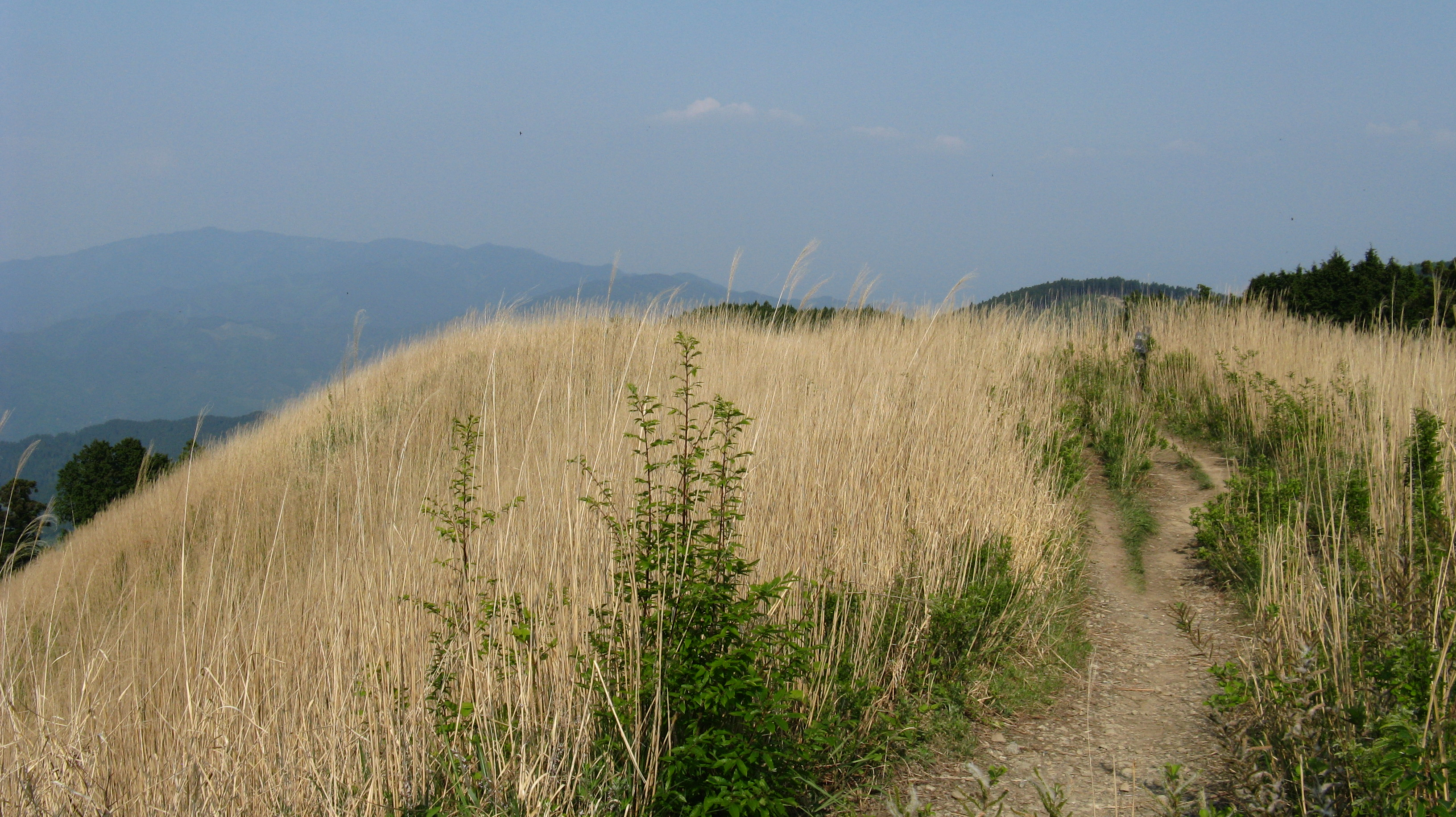
山頂の茅場
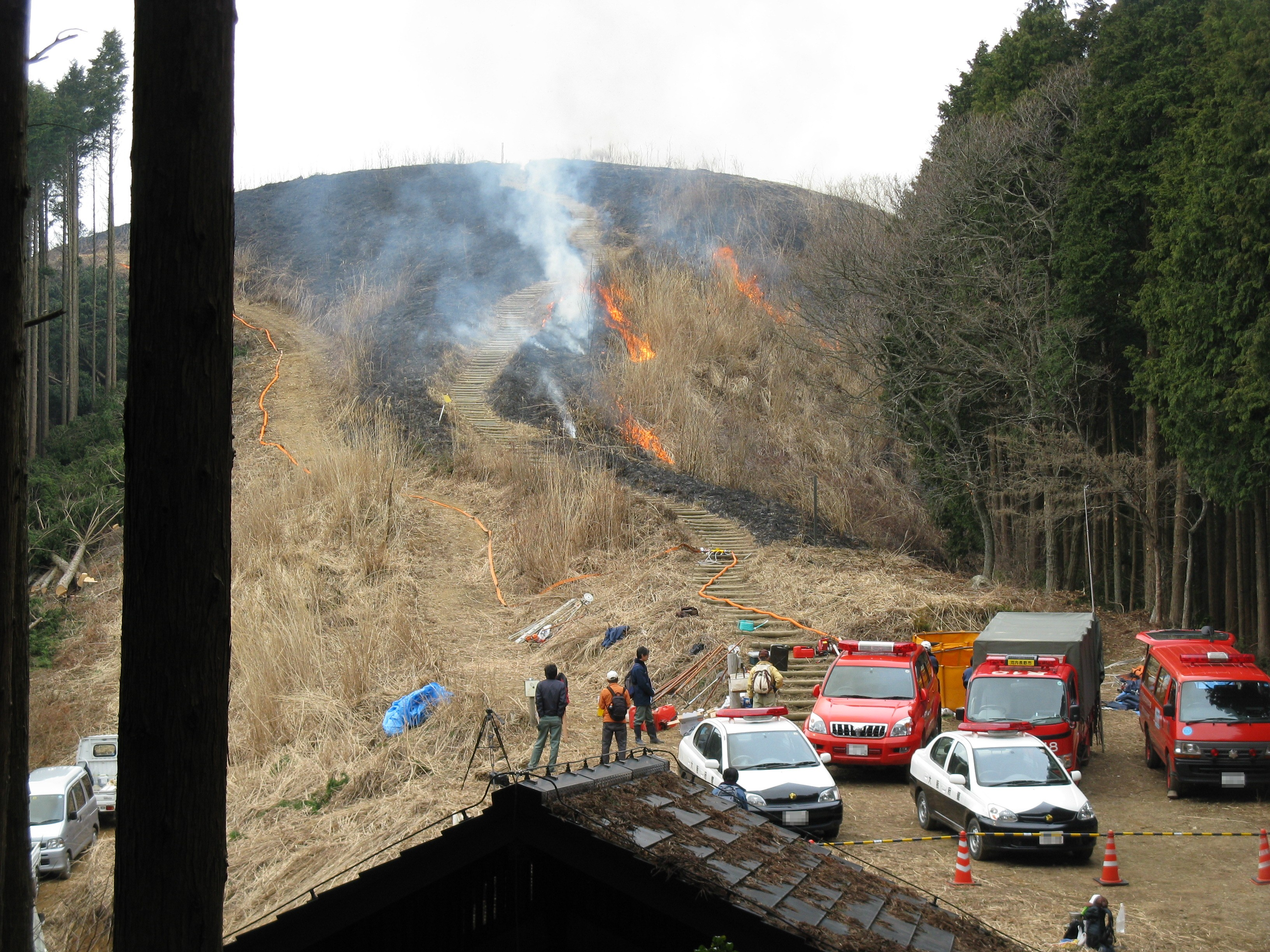
山頂の茅場の山焼き
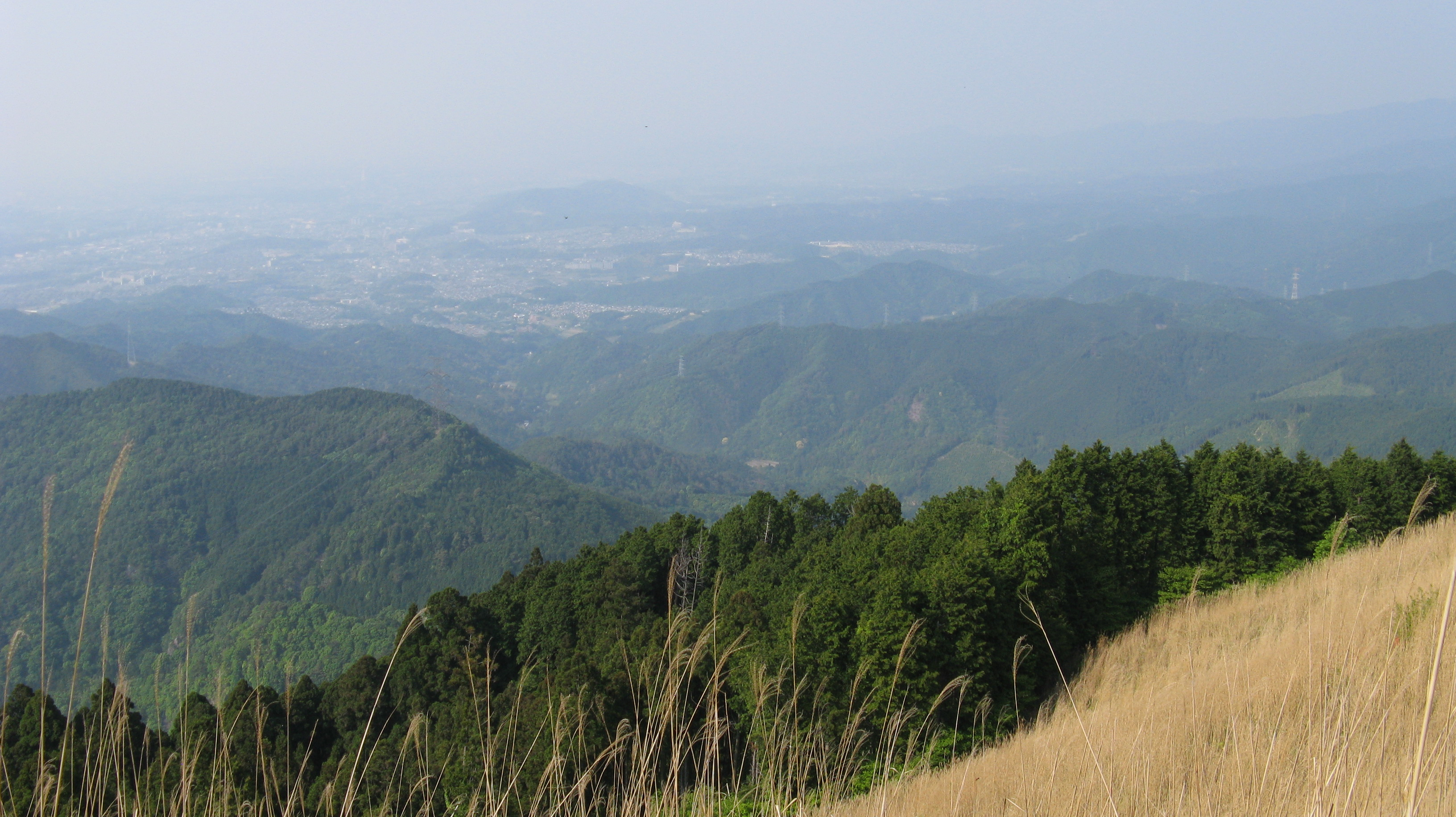
山頂よりの風景
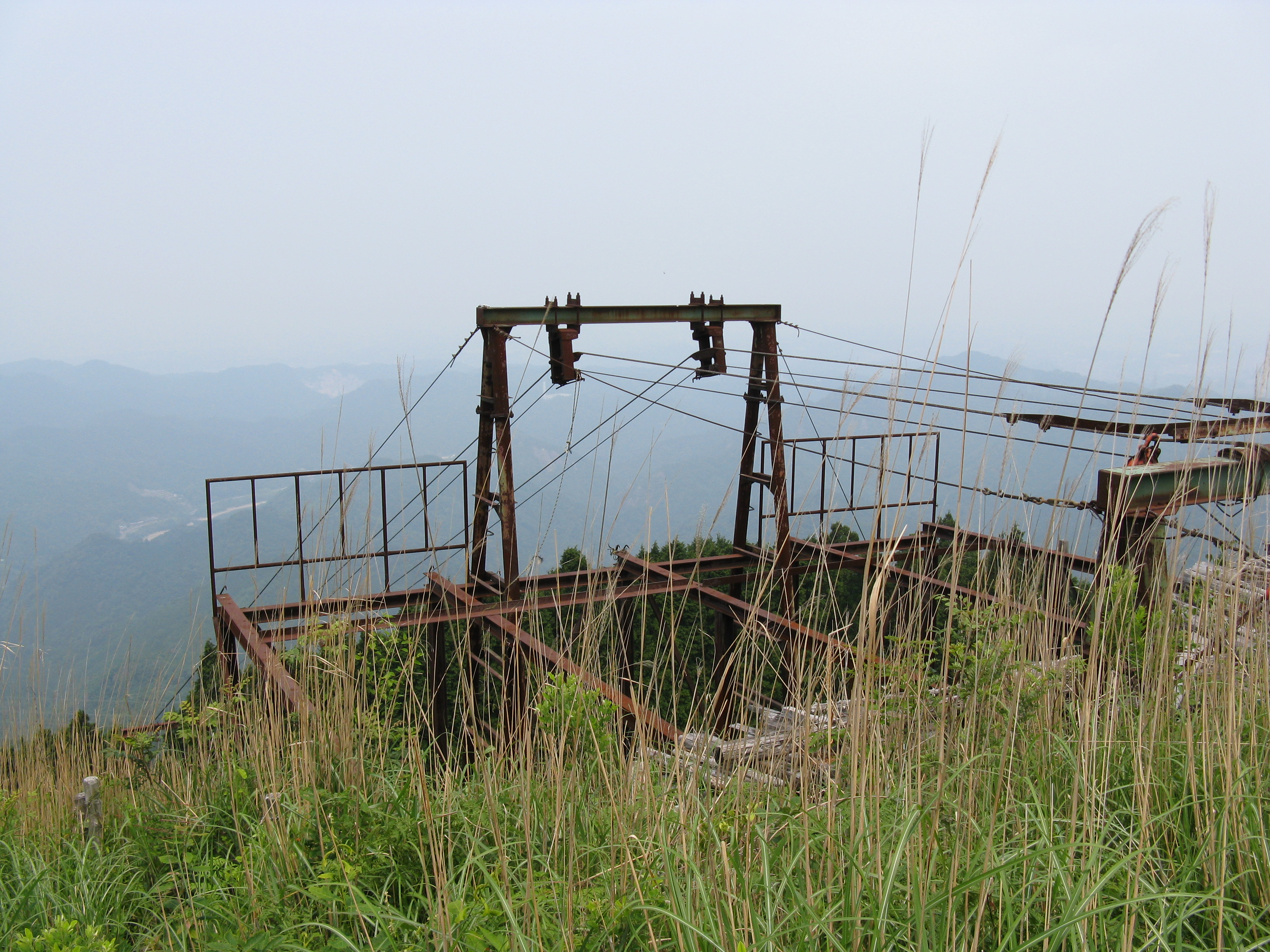
梅ノ木永久索道跡
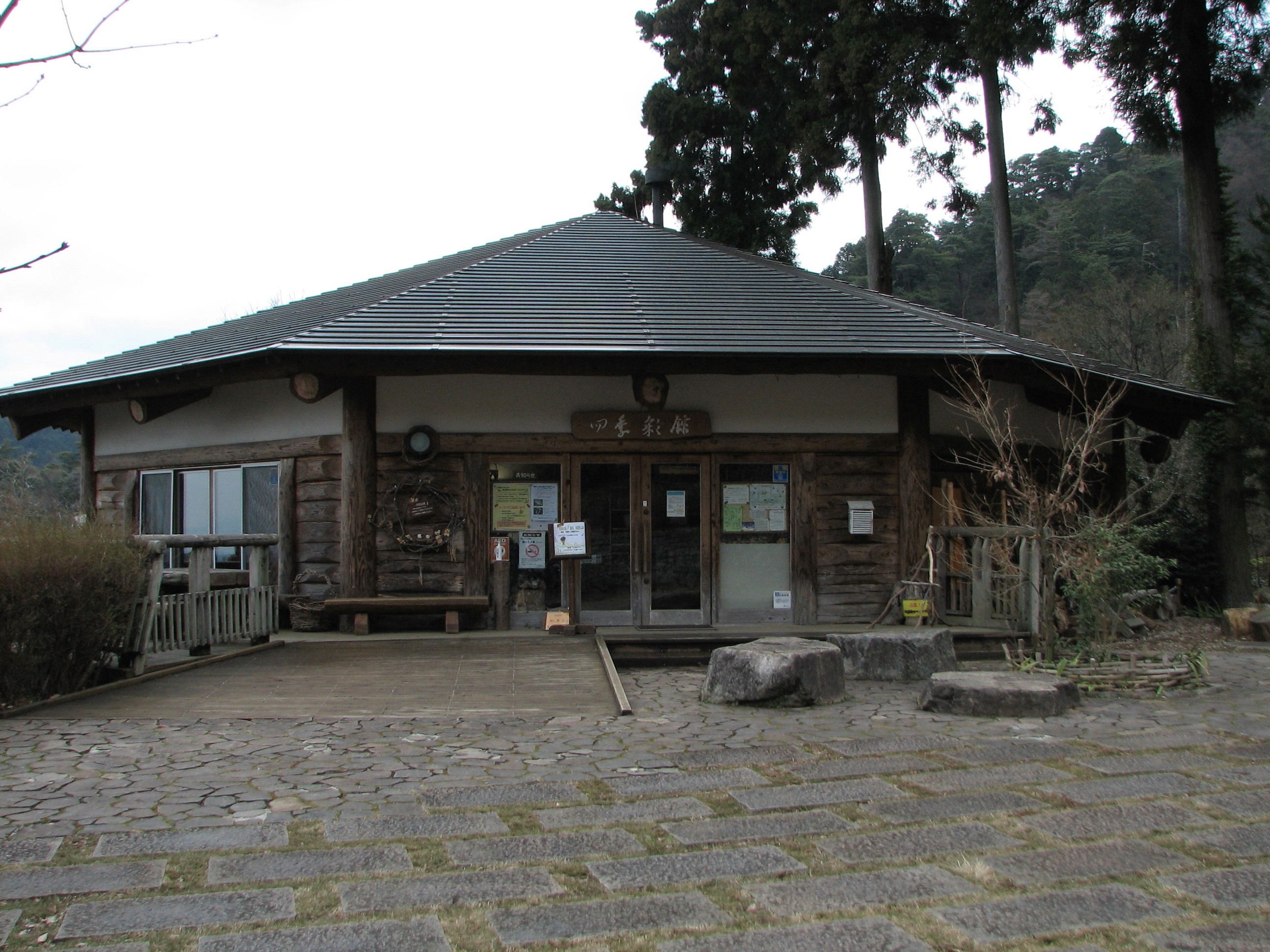
岩湧の森「四季彩館」